# امپریالیسم غربی در آسیا

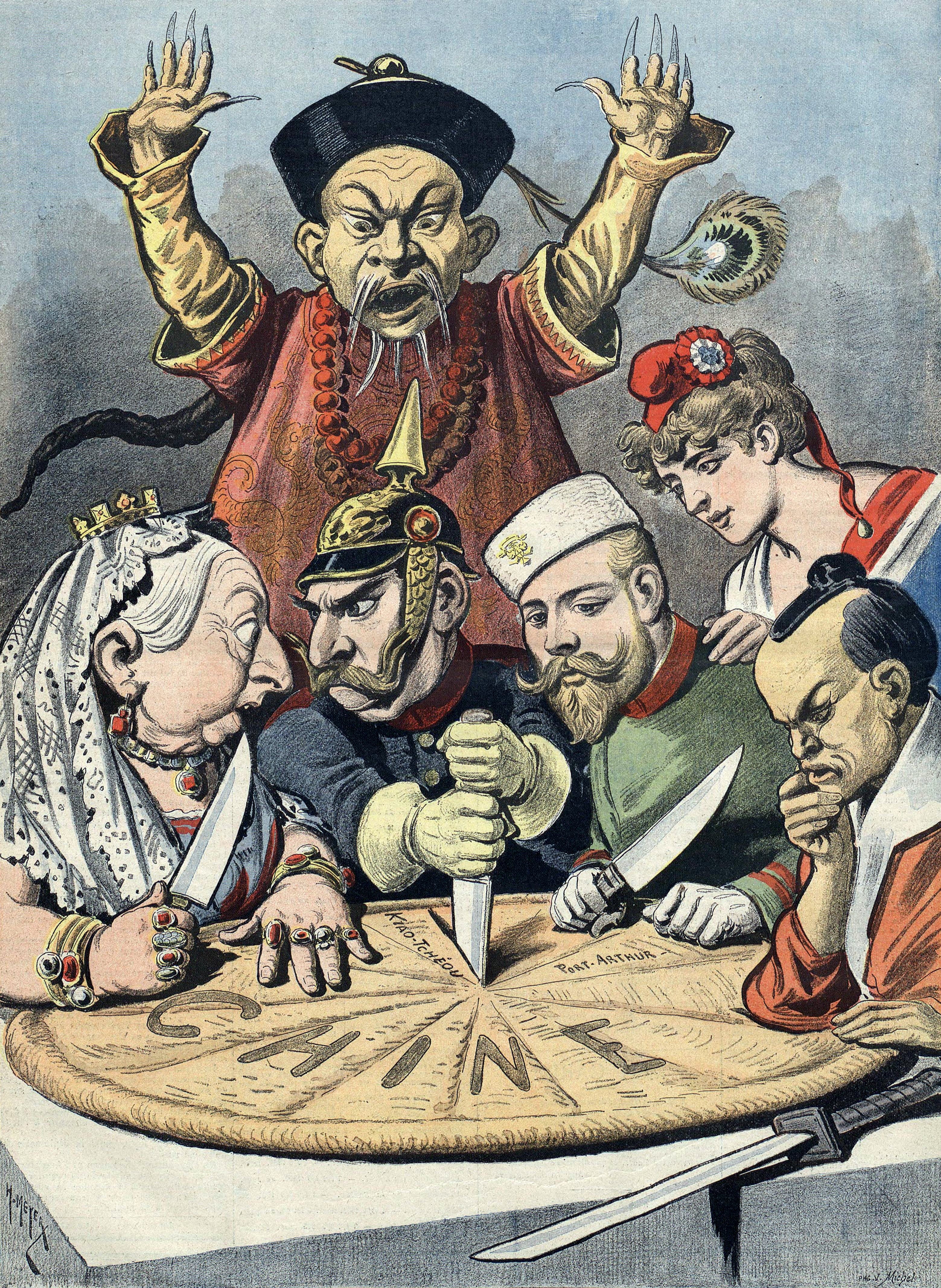
ماندارین در منچو لباس بلند و گشاد در پشت، با ملکه ویکتوریا (UK)، ویلهلم دوم (آلمان)، نیکلای دوم (روسیه) (روسیه)، ماریان (فرانسه)، و امپراتور میجی (ژاپن)

امپریالیسم غرب در آسیا (انگلیسی: Western imperialism in Asia) به تسلط سیاسی اروپای غربی از اوایل قرن پانزدهم و در پی جستجو برای مسیرهای تجاری به جمهوری خلق چین در قاره آسیا گفته می‌شود.